# Uli Edel
Pour les articles homonymes, voir Edel.
Uli Edel est un réalisateur, scénariste, producteur et monteur allemand né le 11 avril 1947 à Neuenburg am Rhein (Allemagne).

## Filmographie

### Réalisateur
- 1971 : Der Kleine Soldat
- 1976 : Die Erzählungen Bjelkins (TV)
- 1977 : Der Harte Handel (TV)
- 1978 : Das Ding (feuilleton TV)
- 1981 : Moi, Christiane F., 13 ans, droguée, prostituée... (Christiane F. - Wir Kinder vom Bahnhof Zoo)
- 1984 : Eine Art von Zorn (TV)
- 1987 : Waldhaus (série télévisée)
- 1989 : Dernière Sortie pour Brooklyn (Letzte Ausfahrt Brooklyns)
- 1991 : Twin Peaks (épisode 21 ; épisode 14 de la saison 2) (TV)
- 1993 : Body (Body of Evidence)
- 1994 : Confessions d'une rebelle (Confessions of a Sorority Girl) (TV)
- 1995 : Mike Tyson, l'histoire de sa vie (Tyson: The True Story) (TV)
- 1996 : Raspoutine (Rasputin) (TV)
- 1999 : La Ville des légendes de l'ouest (Purgatory) (TV)
- 2000 : Le Petit Vampire (The Little Vampire)
- 2001 : Les Brumes d'Avalon (The Mists of Avalon) (TV)
- 2002 : King of Texas (TV)
- 2002 : Jules César (Julius Caesar) (TV)
- 2003 : Evil Never Dies (TV)
- 2004 : L'Anneau sacré (Ring of the Nibelungs) (TV)
- 2008 : La Bande à Baader (Der Baader Meinhof Komplex)
- 2010 : Zeiten ändern dich
- 2014 : Houdini, l'illusionniste (Houdini) (mini-série TV)
- 2015 : Pay the Ghost
- 2019 : Sous le poirier, la mort (TV)

### Scénariste
- 1974 : Perahim - die zweite Chance
- 1984 : Eine Art von Zorn (TV)
- 2004 : L'Anneau sacré (Ring of the Nibelungs) (TV)

### Producteur
- 1985 : Harald Reinl - Kino ohne Probleme (TV)
- 1988 : Zwei Hotels, Nachbarn in Nahost
- 1989 : Motel
- 2003 : Evil Never Dies (TV)

### Monteur
- 1973 : Tommy kehrt zurück
- 1977 : Sylvesternacht